# Zdzisław Glapiak

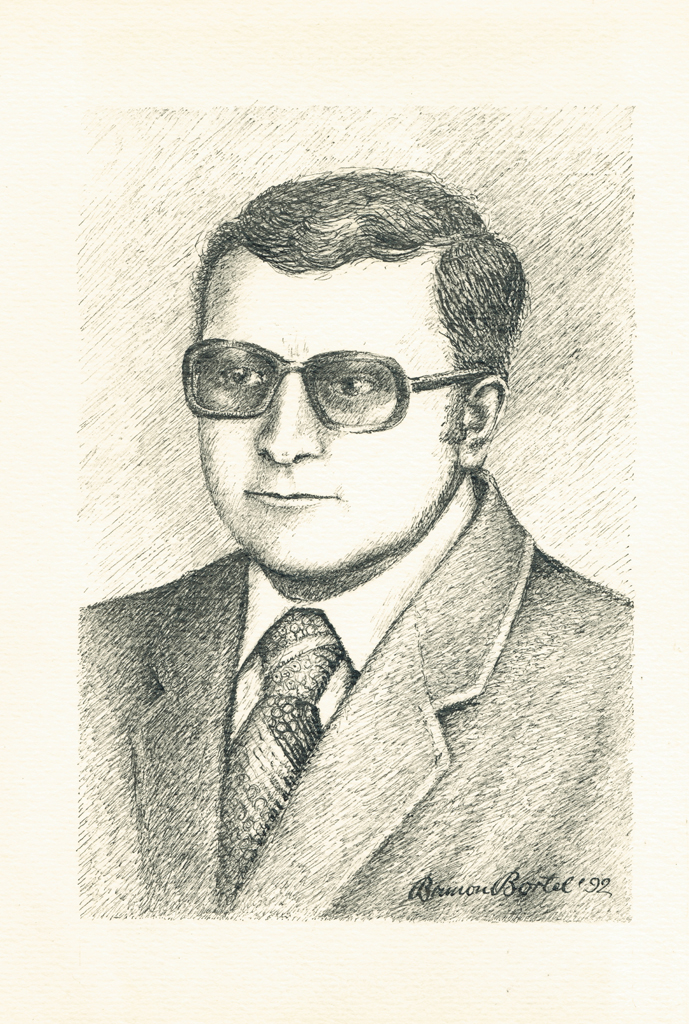
Zdzisław Glapiak – 1992 r. rys. Brunon Bortel

Zdzisław Glapiak (ur. 28 grudnia 1943 w Poznaniu) – ekonomista, pedagog-wychowawca młodzieży, kurator sądowy, autor książek o młodzieży i dla młodzieży, regionalista, kolekcjoner, filatelista, działacz społeczny.

## Życiorys

### Praca zawodowa
Jako ekonomista pracował na stanowiskach organizacyjnych i kontrolnych m.in. asystenta ds. organizacji i zarządzania dyrektora Zakładów Elementów Wyposażenia Budownictwa „Metalplast – Leszno” w Lesznie. Po utworzeniu województwa leszczyńskiego podjął pracę w Oddziale Wojewódzkim Narodowego Banku Polskiego – Leszno. Ostatnie lata przed emeryturą pracował w Spółce z o.o. SPINKO – Leszno. Wykonując pracę organizatorską na terenie zakładu „Metalplast – Leszno” – współpracując z Instytutem Organizacji i Zarządzania w Warszawie po zachęcających i przychylnych rozmowach z prof. dr. hab. Jerzym Kurnalem ówczesnym wiceprezesem Zarządu Głównego organizował w dniu 1.12.1973 r. Koło Towarzystwa Naukowego Organizacji i Kierownictwa, które następnie z dniem 8 czerwca 1976 r. stało się zalążkiem do powstania jednej z pierwszych w Polsce – Delegatury Towarzystwa Naukowego Organizacji i Kierownictwa na terenie ówczesnego województwa poznańskiego.

### Praca społeczna
Od roku 1975 jako długoletni kurator sądowy pełnił funkcję Kierownika Kuratorskiego Ośrodka Pracy z Młodzieżą przy Sądzie Rejonowym w Lesznie. Z wielką troską i pasją angażował się w ochronę praw dziecka. Niestrudzony, ofiarny opiekun żyjących w bardzo trudnych warunkach „Dzieci ulicy i dworca kolejowego”. W roku 2003 wartości merytoryczno-dydaktyczne i współczesne zjawiska charakteropatii czy zależności emocjonalnej u młodzieży ukazywał w książce „Ośrodek Kuratorski w Lesznie na tle współczesnych problemów resocjalizacji” (wyd. Oficyna Wydawnicza FORMAT – Rydzyna 2003, ISBN 83-901506-5-4), otrzymując gratulacje z Ministerstwa Sprawiedliwości. Książka zaliczana do poradników, otrzymała niezliczoną ilość przychylnych recenzji m.in. pracowników naukowych – wykładowców uczelnianych o kierunkach pedagogicznych i resocjalizacji. Jako aktywny członek Fundacji im. Tadeusza Łopuszańskiego z wielką pasją popularyzował i upowszechniał dorobek pedagogiczny i dydaktyczny doświadczalnej szkoły średniej z okresu międzywojennego im. Sułkowskich w Rydzynie.

### Kolekcjonerstwo i filatelistyka
Od najmłodszych lat zarażony przez ojca filatelistyką, popularyzował to hobby również w następnych pokoleniach dorosłych, dzieci i młodzieży. Jest współorganizatorem i długoletnim prezesem Koła PZF przy Spółce z o.o. SPINKO w Lesznie.
Dnia 24.01.1998 r. na Walnym Zebraniu Sprawozdawczo-Wyborczym został wybrany do Komisji Rewizyjnej Okręgu Wielkopolskiego. Do roku 2002 pełnił funkcję zastępcy przewodniczącego, a następnie przez dwie kadencje (od 2002 r. do 2011 r.) pełnił funkcję przewodniczącego. 16 kwietnia 2011 roku został wybrany w skład Okręgowego Sądu Koleżeńskiego PZF w Poznaniu. Od roku 2002 członek Zespołu Kolekcjonerów przy Leszczyńskim Towarzystwie Kulturalnym. Kolekcjonuje monety dwuzłotowe, odznaki okolicznościowe dotyczące Leszna i byłego województwa leszczyńskiego, stare widokówki, kalendarze, leszczyniana sportowe (szybowcowe, żużlowe) oraz książki z „Biblioteczki Tygrysa”.
Hobbysta od 30 lat, w wystawach LTK uczestniczy od 2002 r.
Udział w wystawach kolekcjonerów:
- 1998 r. (11-27.11) pt. „Pokłosie 200-lecie Mazurka Dąbrowskiego i 450-lecie miasta Leszna”, Miejska Biblioteka Publiczna – Leszno
- 2003 r. (4-30.08.) pt. „Zbiory Leszczyńskich Kolekcjonerów”, Miejska Biblioteka Publiczna – Leszno
- 2004 r. (5-29.08.) pt. „80 rocznica wprowadzenia w Polsce złotówki – ze zbiorów Leszczyńskich Kolekcjonerów”, Miejska Biblioteka Publiczna – Leszno
- 2005 r. (18.03) pt. „Pasja – Biczowanie, cierpienie, krzyż i ukrzyżowanie Jezusa na znakach pocztowych”, Wieczór Pasyjny w Parafii Ewangelicko-Augsburskiej – Leszno
- 2005 r. (5-28.12.) pt. „Pamiątki walki i prześladowań 1939–1945” Miejska Biblioteka Publiczna – Leszno
- 2005 r. (7.12) pt. „Adam Mickiewicz na znaczkach i kartach pocztowych”, z okazji zajęć warsztatowych dla nauczycieli, bibliotekarzy w 150 rocznicę śmierci poety. Zespół Szkół Ochrony Środowiska – Leszno
- 2006 r. (5-28.10.) pt. „Kalendarze” Miejska Biblioteka Publiczna – Leszno
- 2007 r. (21.02) pt. „Stanisław Wyspiański na znaczkach”, z okazji konferencji naukowej pt. „Życie i twórczość Stanisława Wyspiańskiego”, Ośrodek Kształcenia Ustawicznego Nauczycieli – Leszno
- 2007 r. (13.03-4.04) pt. „Stanisław Wyspiański dramaturg, poeta, malarz, reformator teatru”, Zespół Szkół Ekonomicznych – Leszno
- 2007 r. (19.04) pt. „Pod leszczyńskim niebem”, prezentowano podczas Turnieju Wiedzy o Lesznie, Zespół Szkół Ekonomicznych – Leszno
- 2007 r. (15-30.05) pt. „Stanisław Wyspiański w zbiorach Biblioteki i na znaczkach pocztowych Zdzisława Glapiaka”, Miejska Biblioteka Publiczna – Leszno
- 2007 r. (5-28.09) pt. „Leszczyniana”, Afisze, druki leszczyńskie, dawne fotografie i widokówki należące do leszczyńskich kolekcjonerów, Miejska Biblioteka Publiczna – Leszno
- 2008 r. (27.02) pt. „Powstanie Wielkopolskie w zbiorach filatelistycznych”, z okazji konferencji pt. „Zapomniane zwycięstwo – Powstanie Wielkopolskie 1918–1919 w edukacji regionalnej”, Zespół Szkół Ekonomicznych – Leszno
- 2008 r. (9.05) pt. „Zbigniew Herbert”, prezentacja zbioru filatelistycznego podczas konferencji metodycznej z okazji Światowego Dnia Książki i Praw Autorskich, Zespół Szkół Ekonomicznych – Leszno
- 2008 r. (14.05-07.06) pt. „Zbigniew Herbert na karcie pocztowej”, prezentacja w 10 rocznicę śmierci Zbigniewa Herberta na XIX Leszczyńskie Dni Literatury, Miejska Biblioteka Publiczna – „Galeria za Regałami – Leszno
- 2008 r. (12.10) pt. „Droga do świętości Jana Pawła II – Papieża Polaka na znakach pocztowych” z okazji obchodzonego VIII Dnia Papieskiego, Parafia pw św. Jana – Leszno
- 2008 r. (16.10-31.10) pt. „Poczta Szybowcowa i Balonowa organizowana w Lesznie – znaczki, karty pocztowe, koperty, stemple okolicznościowe ze zbiorów Zdzisława Glapiaka”, Miejska Biblioteka Publiczna, filia nr. 2 – Leszno
- 2008 r. (16.10-11.11) pt. „Jan Paweł II” w 30 rocznicę wyboru na Stolicę Piotrową, Miejska Biblioteka Publiczna – Leszno
- 2008 r. (16.12-10.01.2009) pt. „Pamiątki walki o wolność – obejmujące 90 rocznicę Powstania Wielkopolskiego”, Miejska Biblioteka Publiczna – Leszno
- 2009 r. (15.05) pt. „Wielki Prymas Polski Kardynał August Hlond na znakach pocztowych”, z okazji 25-lecia istnienia Nowicjatu Towarzystwa Chrystusowego Dla Polonii Zagranicznej – Mórkowo k/Leszna
- 2009 r. (1-30.09.) pt. „II wojna światowa – 1939 rok – 70 rocznica” Miejska Biblioteka Publiczna – Leszno
- 2009 r. (3-30.09) pt. „Juliusz Słowacki na znakach pocztowych”, z okazji ogłoszonego 2009 roku, rokiem Juliusza Słowackiego, Miejska Biblioteka Publiczna – Leszno
- 2009 r. (22-30.11) pt. „Dar Krwi – Darem Serca”, w 50-lecie Honorowego Krwiodawstwa Polskiego Czerwonego Krzyża, Miejska Biblioteka Publiczna – Leszno
- 2010 r. (11-18.03) pt. „Sercem Polak a talentem świata obywatel”, z okazji Międzynarodowego Roku Chopinowskiego, Miejska Biblioteka Publiczna – Leszno
- 2010 r. (30-31.07) pt. „X lat Stowarzyszenia – zbiór kart filatelistycznych – kolekcja Zdzisława Glapiaka” podczas Konferencji Jubileuszowej Stowarzyszenia „Pamięć Jana Pawła II”. Wojewódzka Biblioteka Publiczna – Lublin
- 2010 r. (11-30.11) pt. „Ksiądz Jerzy Popiełuszko”, z okazji 26 rocznicy jego męczeńskiej śmierci, Parafia pw. św. Jana – Leszno
- 2011 r. (27.05) pt. „Ksiądz Kardynał Stefan Wyszyński na znakach pocztowych”, nadanie imienia Szkole Podstawowej nr 9 – Leszno
- 2011 r. (20.09-26.10) pt. „Medale – ze zbiorów zespołu kolekcjonerów Leszczyńskiego Towarzystwa Kulturalnego w Lesznie w przypadającą 30. rocznicę powołania Polskiej Federacji Organizacji Kolekcjonerskich w Krakowie
- 2012 r. (4.02-31.03) pt. „Ratusz w pejzażu miejskim” – Ekspozycja z okazji 370. rocznicy pierwszej drukowanej wzmianki o Ratuszu leszczyńskim – Miejska Biblioteka Publiczna – Leszno
- 2012 r. (1-30.05) pt. „Duchowieństwo na znakach pocztowych”, Parafia św. Kazimierza – Leszno
- 2013 r. (23.04-12.05) pt. „Sybiracy” – Indywidualna Ekspozycja z okazji odsłonięcia Pomnika „Matkom-Sybiraczkom” przy Kościele Rzymskokatolickim pw. św. Kazimierza w Lesznie.
- 2013 r. (3.10-2.11) pt. „W oczekiwaniu na kanonizację – Jan Paweł II w zbiorach leszczyńskich kolekcjonerów” – Miejska Biblioteka Publiczna – Leszno
- 2013 r. (15.11-6.12) Indywidualna Ekspozycja Filatelistyczna pt. „W polskiej kulturze ludowej – spotkanie z folklorem” prezentowana z okazji 25-lecia powstania Zespołu Tańca Ludowego „MORACZEWO” – Państwowa Wyższa Szkoła Zawodowa – Leszno
- 2013/2014 (20.12-15.01) – wystawa kolekcjonerów pt. „95 rocznica Powstania Wielkopolskiego 1918–1919”. Stowarzyszenie Oficerów Rezerwy 69 Leszczyńskiego Pułku Przeciwlotniczego im. gen. dyw. Stefana „Grota” Roweckiego i Towarzystwo Pamięci Powstania Wielkopolskiego – Archiwum Państwowe – Leszno
- 2014 r. (25.02) – Indywidualna Ekspozycja pt. „ Powstanie Styczniowe 1863-1864” prezentowana na spotkaniu z potomkiem znanej wielkopolskiej rodziny Taczanowskich związanych z Chorynią – Antonim Taczanowskim – Miejska Biblioteka Publiczna – Leszno
- 2014 r. (16.05-18.11) Indywidualna Wystawa pt. „Arcybiskup Antoni Baraniak, Bohater Kościoła i Ojczyzny na znakach pocztowych i fotografii” – Prezentowana w Parafiach Rzymsko-katolickich w Lesznie
- 2014 r. (4.06) Prezentacja pt. „25 lat Wolności na znakach pocztowych”, z okazji spotkania po latach uczestników zdarzeń z roku 1989, Miejska Biblioteka Publiczna – Leszno
- 2015 r. (1.04-8.05) pt. „Biblioteka pamięcią ludzkości – echem jej dziejów i świadectwem czasów”, prezentowano z okazji 70 lat powojennego bibliotekarstwa publicznego obchodzonego w Lesznie, Biblioteka szkolna III Liceum Ogólnokształcące im. Juliusza Słowackiego – Leszno
- 2015 r. (13.04-31.05) Indywidualna Ekspozycja filatelistyczna pt. „Katyń – zbrodnia Józefa Stalina”, z okazji 75 rocznicy zbrodni katyńskiej, Archiwum Państwowe – Leszno
- 2015 r. (03.12-30.12) pt. „Wystawa Kartek Świątecznych ze zbiorów leszczyńskich kolekcjonerów” – Miejska Biblioteka Publiczna – Leszno
- 2016 r. (23.05-30.06) pt. „115 Rocznica urodzin Kardynała Stefana Wyszyńskiego, Sługi Bożego Kościoła katolickiego – Prymasa Tysiąclecia” – Kościół pw. św. Krzyża – Leszno
- 2016 r. (3-29.06) Indywidualny pokaz pt. „Duchowni więcej i mniej znani na znakach pocztowych” – Ks. Bronisław Markiewicz, kard. Adam Kozłowiecki – Wojewódzki Szpital Zespolony – Leszno
- 2016 r. (21.07-14.09) Indywidualna Wystawa Filatelistyczna pt. „Święty Maksymilian Maria Kolbe znakiem Miłosierdzia na znakach pocztowych” – Z okazji 75-lecia męczeńskiej śmierci św. Maksymiliana w Auschwitz i 25-lecia erygowanej parafii pw św. Maksymiliana Marii Kolbe w Lesznie.
- 2016 r. (21.10-14.11) Indywidualna Wystawa filatelistyczna pt. „Ochrzczony, to znaczy posłany” – Zorganizowana po raz 90. z okazji obchodzonego Światowego Dnia Misyjnego i zapoczątkowanego Tygodnia Misyjnego w parafii pw św. Krzyża w Lesznie
- 2017 r. (11-28.02) Indywidualny pokaz filatelistyczny pt. „Duchowni więcej i mniej znani na znakach pocztowych” – ksiądz Michał Sopoćko – Wojewódzki Szpital Zespolony – Leszno
- 2017 r. (22-26.11) Indywidualny pokaz filatelistyczny pt. „Honorowe Krwiodawstwo na znakach pocztowych” – Wojewódzki Szpital Zespolony – Leszno
- 2018 r. (25.01-28.02) Indywidualny pokaz filatelistyczny pt. "Duchowni więcej i mniej znani na znaczkach pocztowych" – ksiądz Biskup Herbert Bednorz, kardynał Henryk Gulbinowicz – kaplica Wojewódzkiego Szpitala Zespolonego – Leszno
- 2018 r. (3-12.04) Wernisaż pokazu filatelistycznego pt. "Nie jest trudno być dobrym, wystarczy tylko chcieć" z cyklu "Duchowni więcej i mniej znani na znakach pocztowych" – ojciec Marian Żelazek – patroni leszczyńskich ulic: ksiądz Sylwester Marciniak, ksiądz Teodor Korcz – kaplica Wojewódzkiego Szpitala Zespolonego – Leszno
- 2018 r. (17-30.09) Indywidualna Wystawa Filatelistyczna pt. "ONI rozpaczą, głodem i śmiercią zasłużyli na obecność w pamięci NARODU" zorganizowana z okazji 79 rocznicy agresji ZSRR na Polskę oraz obchodzonego Dnia Zesłańców Sybiru – Szkoła Podstawowa nr. 13 w Leszna
- 2018 r. (26.10-10.11) Wernisaż Wystawy Filatelistycznej pt. "Tradycje Folkloru Ludowego na znakach pocztowych" zorganizowany z okazji 30-lecia powołania zespołu tańca ludowego "MORACZEWO" – Państwowa Wyższa Szkoła Zawodowa – Leszno. Z uwagi na dużą oglądalność ekspozycję również prezentowano w Szkole Podstawowej w Lesznie
- 2018/2019 (22.12-4.01) Indywidualna Wystawa Filatelistyczna pt. "Powstanie Mądrości i Roztropności" zorganizowane z okazji 100-lecia Powstania Wielkopolskiego – Szkoła Podstawowa nr 13 w Lesznie,
- 2019 (07.02 – 28.02) Indywidualna Wystawa Filatelistyczna pt. "Stanisław Wyspiański jest wielki, lubiany i ciągle nieznany na znakach pocztowych" zorganizowana z okazji przypadającej 150 rocznicy jego urodzin – Szkoła Podstawowa nr 13 w Lesznie,
- 2019 (11.02 – 23.02) Pokaz Filatelistyczny pt. "Darmo otrzymaliście, darmo dawajcie" zorganizowany z okazji przypadającego 27 Światowego Dnia Chorego – Kaplica Szpitalna – Wojewódzki Szpital Zespolony – Leszno,
- 2019 (14.06 – 26.06) Indywidualna Wystaw Filatelistyczna pt. "Dziękuję, ze ratujesz mi życie" zorganizowana z okazji Światowego Dnia Krwiodawcy – Wojewódzki Szpital Zespolony w Lesznie,
- 2019 (02.07 – 23.07) Wystawa Filatelistyczna z cyklu: "Łączy nas sport" pt. "Piłka nożna to moja pasja" – Szkoła Podstawowa nr 13 w Lesznie.
- 2020 (11.02 – 24.02) Pokaz Filatelistyczny z okazji 28 Światowego Dnia Chorego zorganizowany w Wojewódzkim Szpitalu Zespolonym w Lesznie.
- 2022 (14.04 – 23.04) Pokaz Filatelistyczny pt. "Święta Wielkanocne to jedno z najstarszych i najważniejszych świąt" - zorganizowany w Wojewódzkim Szpitalu Zespolonym w Lesznie z merytoryczną pomocą Księdza Kapelana Grzegorza Suchockiego.
- 2022 (17.10 – 31.10) Wystawa filatelistyczna pt. "Fryderyk Chopin rodem - Warszawianin - Polak, a talentem - Świata Obywatel" - zorganizowana z okazji przypadającej 173. rocznicy Jego śmierci - Szkoła Podstawowa nr 13 z Oddziałami Integracyjnymi w Lesznie. W wystawie towarzyszył Ogólnoszkolny Konkurs dla uczniów o tym samym tytule.

Udział w wystawach filatelistycznych:
- międzynarodowych
  - 2006 r. (23-25.06.) pt. „Filatelistyka moje hobby – Europa 2006” – Bełchatów
  - 2007 r. (17-23.09.) pt. „Polska – Czechy – Niemcy” – Lubin
  - 2007 r. (27-30.09) pt. „Polsko–Niemiecka Wystawa Filatelistyczna z okazji obchodów Dwusetnej rocznicy odegrania Mazurka Dąbrowskiego na ziemi polskiej” – Kargowa
- krajowych
  - 2004 r. (11-21.11) pt. „Małe Ojczyzny – Gostyń 2004” – Gostyń
  - 2005 r. (17-25.01) pt. „85-lecie Odzyskania Niepodległości przez miasto Leszno” – Leszno
  - 2005 r. (11-19.06.) pt. „Jubileusz 350-lecia obrony Jasnej Góry” – Częstochowa
  - 2006 r. (19-27.05) pt. „Pamięci Papieża Jana Pawła II” – Rawicz
  - 2007 r. (28.04-6.05) pt. „50 lat koła PZF w Gostyniu” – Gostyń
  - 2007 r. ( 4-12.05.) pt. „160. lat Straży Pożarnej w Lesznie” – Leszno
  - 2007 r. ( 28-31.08) pt. „90-lecie Elektrowni Łaziska” – Łaziska
  - 2007 r. ( 31.08-6.09) pt. „Oława – 2007" – Oława
  - 2007 r. ( 1-8.09) pt. „Dni Gwarków” – Tarnowskie Góry
  - 2007 r. ( 3-8.09) pt. „Zabrzańska Jesień 2007" – Zabrze
  - 2007 r. ( 16-30.09) pt. „Ostrzeszów – Złoty Jubileusz” – Ostrzeszów
  - 2007 r. (22-29.09.) pt. „Królowa Jadwiga i Jej Czasy” – Inowrocław
  - 2007 r. (21.09-1.10) pt. „Przyroda Polska i Świata” – Lesko
  - 2007 r. (5-10.10) pt. „Chorzów – 750” – Chorzów
  - 2007 r. (6-14.10) pt. „100. Rocznica urodzin Antoniego Gromskiego” – Rzeszów
  - 2007 r. (12-20.10) pt. „150 lat mostu w Tczewie” – Tczew
  - 2007 r. (18-27.10.) pt. „Dzieje Mazowsza” – Warszawa
  - 2007 r. (28.11.- 3.12.) pt. „Kraków – 2007 – 100. rocznica śmierci Stanisława Wyspiańskiego” – Kraków
  - 2008 r. (27.04-4.05) pt. „325 lat Poczty w Lesznie” – Leszno
  - 2008 r. (13-20.09.) pt. „Literatura – Tarnów 2008” – Tarnów
  - 2009 r. (9-27.11.) pt. „Literatura filatelistyczna” – Ruda Śląska
  - 2011 r. (30.04-14.05) pt. „Jan Paweł II – Droga do świętości” – Leszno
  - 2013 r. (30.09-25.10) Indywidualna Ekspozycja pt. „Powstanie styczniowe na znakach pocztowych”. Udział w szkolnym projekcie edukacyjnym – Galeria Szkolna Multimedialnego Centrum Informacyjnego Zespołu Szkół Ekonomicznych w Lesznie. Projekt o zasięgu krajowym.

W roku 2006 publikacja pt. „Protesty społeczne w PRL – droga do wolności na znakach pocztowych” (wyd. SIMP – Rydzyna 2007, ISBN 83-901506-4-6) stanowi uzupełnienie eksponatu filatelistycznego wyróżnionego na Międzynarodowej Wystawie Filatelistycznej „Bełchatów-2006”, za którą otrzymał list gratulacyjny od prezydenta RP Lecha Kaczyńskiego. Publikacja przeznaczona jest dla młodzieży, pozwala prześledzić na znakach pocztowych historię od wydarzeń „Poznańskiego Czerwca 1956”, poprzez powstanie „Solidarności”, aż do upadku PRL-u. Publikacja zawiera wiele symboli tamtych burzliwych czasów. Jest w niej zawarte krótkie wspomnienie autora – wówczas 12-letniego chłopaka, uczestniczącego wraz z ojcem w wypadkach czerwcowych 1956 r. Po komisyjnej weryfikacji w roku 2012 został aktywistą Stowarzyszenia „Poznański czerwiec 56” – nr leg. 332. 3 listopada 2016 r. na Zebraniu Sprawozdawczo-Wyborczym został wybrany w skład członków Sądu Koleżeńskiego Stowarzyszenia w Poznaniu. Działa na rzecz edukacji dzieci i młodzieży o wydarzeniach czerwcowych 1956 r w Poznaniu. Propaguje działalność Muzeum Powstania Poznańskiego - Czerwiec 1956 w Poznaniu. 

## Autor filatelistycznych zbiorów tematycznych
Od maja 2011 r. jest członkiem Klubu Zainteresowań PZF „TEMATICA”. Od grudnia 2020 r. jest członkiem Klubu Zainteresowań PZF "TEMATYK".

### Historyczne
- Katyń – Zbrodnia Józefa Stalina
- Sybiracy zesłani na nieludzką ziemię
- Powstanie Wielkopolskie 1918–1919
- Czerwony Krzyż na znakach pocztowych Polski i Francji

### Sławni Polacy
- Fryderyk Chopin – Sercem Polak – Talentem Świata Obywatel
- Stanisław Wyspiański
- Juliusz Słowacki
- Mickiewicz Daleki i Bliski

### Fakty – wydarzenia z historii Kościoła rzymskokatolickiego
Jest członkiem Klubu „Św. Gabriel” i popularyzuje tematykę religijną na znakach pocztowych
- Boże Narodzenie
- Wielki Tydzień (biczowanie – cierpienie – ukrzyżowanie Jezusa Chrystusa
- Święto Błogosławionego Męczennika ks. Jerzego Popiełuszki
- Święty Maksymilian Kolbe – Jeden z Franciszkanów
- Cicha i Wierna Obecność Misjonarek i Misjonarzy
- Z Kościoła Ku Niepodległości

### Wielcy Swoich Czasów
- August Hlond
- Jan Łaski
- Stefan Wyszyński
- Mikołaj Trąba
- Jordan (pierwszy biskup Polski
- Antoni Baraniak

### Filatelistyka Maryjna
- Matka Boża: Jasnogórska, Wieleńska, Łaskawa, Bolesna, Wejherowska, Piekar Śląskich, Najświętsza Maryja Panna – Królowa Korony Polski
- Maryjność Narodu Polskiego

### Jan Paweł II
- Droga do świętości Jana Pawła II – Papieża Polaka
- Papież Jan Paweł II „IN MEMORIAM” czyli „Ku Pamięci (Fakty i Wydarzenia Stowarzyszenia Pamięć Jana Pawła II)

### Inne
- Poczta Szybowcowa i Balonowa Organizowana w Lesznie
- Baśnie, Bajki i Legendy
- Biblioteka Pamięcią Ludzkości
- Magia Liczb i Dat

## Publikacje
- Ośrodek Kuratorski w Lesznie na tle współczesnych problemów resocjalizacji (wyd. Oficyna Wydawnicza FORMAT – Rydzyna 2003, ISBN 83-901506-5-4)
- Myśli o wychowaniu młodzieży – przemyślenia kuratora sądowego Zdzisława Glapiaka – opublikowane w gazecie Wyższej Szkoły Humanistycznej w Lesznie – dodatek do Gazety Poznańskiej, nr. 100/2004 str. 3-4
- Protesty społeczne w PRL – droga do wolności na znakach pocztowych (wyd. SIMP – Rydzyna 2007, ISBN 83-901506-4-6)
- X lat Stowarzyszenia Pamięć Jana Pawła II 2000-2010 (Zespół redakcyjny: Ryszard Zawadowski, Zdzisław Glapiak, Grzegorz Kaniewski wyd. DEKORGRAF – Żagań 2010 – ISBN 978-83-60119-50-1)

## Ordery, tytuły i inne wyróżnienia

### Odznaczenia państwowe
- Srebrny Krzyż Zasługi – 1987
- Złoty Krzyż Zasługi – 1996 r
- Krzyż Kawalerski Orderu Odrodzenia Polski – 2000 r
- Medal "Pro Patria"  – 2023 r

### Odznaki regionalne
- Odznaka „Za zasługi dla Województwa Leszczyńskiego” – 1986

### Inne odznaki
- Srebrna Odznaka Honorowa Towarzystwa Naukowego Organizacji i Kierownictwa – 1985
- Brązowa Odznaka Honorowa Polskiego Związku Filatelistów – 1995
- Srebrna Odznaka Honorowa Polskiego Związku Filatelistów – 2000
- Złota Odznaka Honorowa Polskiego Związku Filatelistów – 2004[1]
- Odznaka 50-lecia Polskiego Związku Filatelistów – 2000
- „Zasłużony dla Okręgu Wielkopolskiego PZF” – 2006
- Odznaka 60-lecia Polskiego Związku Filatelistów – 2010
- Odznaka Przyjaciela Dziecka” – 1980
- Odznaka Przyjaciela Dziecka” – 1986
- Brązowa Odznaka „Za Zasługi dla Polskiej Filatelistyki” – 2011
- Srebrna Odznaka „Za Zasługi dla Polskiej Filatelistyki” – 2016
- Odznaka „60 Rocznica Poznańskiego Czerwca '56” – 2016
- Odznaka okolicznościowa „150. Urodziny Marszałka” – wydana przez Szefa Urzędu Do Spraw Kombatantów i Osób Represjonowanych – 2017

### Inne wyróżnienia
- Nagroda i podziękowanie Prezesa Sądu Wojewódzkiego za duży wkład oraz zaangażowanie w pracy z młodzieżą zagrożoną demoralizacją – Sąd Wojewódzki z siedzibą w Kościanie – Prez. 1847/79 z dnia 8.10.1979 r.
- Dyplom uznania za wyróżniającą działalność z młodzieżą na niwie filatelistycznej, bardzo duży wkład pracy społecznej oraz wzorowe prowadzenie Młodzieżowego Koła Filatelistów – Zarząd Okręgu Wilkopolskiego PZF – 9.02.2002r
- Dyplom Jubileuszowy za dbałość i rozwój kultury na ziemi leszczyńskiej, oraz propagowanie idei regionalizmu – nadany przez Leszczyńskie Towarzystwo Kulturalne – LTK – 2009 r.
- Dyplom z odznaką okolicznościową nadany przez Ogólnopolskie Forum Prezesów Klubów Kolekcjonerskich z okazji XXX-lecia Polskiej Federacji Organizacji Kolekcjonerskich w Krakowie z dnia 24.09.2011
- Nagroda Prezydenta Miasta Leszna w dowód uznania za wieloletnią rzetelną pracę na rzecz społeczności lokalnej i niekonwencjonalny sposób upowszechniania wiedzy historycznej w tym szczególnie mieście Lesznie i regionie – 11.11.2013, Leszno
- Dyplom za wieloletnią współpracę z kołem Polskiego Związku Filatelistów w Gostyniu z okazji jubileuszu 60-lecia działalności – Gostyń 2.05.2017r